# Церковь Димитрия Ростовского (Ростов-на-Дону)
Церковь Димитрия Ростовского — православный храм в городе Ростов-на-Дону, посвящённый Димитрию Ростовскому, прославленному в лике святых митрополиту Русской православной церкви. Был построен в 2000—2008 годах по проекту архитектора Жанны Волошиной. Относится к Центральному благочинию Ростовской-на-Дону епархии Русской православной церкви.

## Предыстория
Церковь Димитрия Ростовского — не первый храм в Ростове-на-Дону, посвящённый этому святому. В 1751 году в городе была возведена часовня, которая в 1761 году, по благословению епископа Воронежского и Елецкого Кирилла и с согласия генерал-майора и коменданта крепости святого Димитрия Сомова, получила статус церкви. Однако к 1786 году эта церковь сильно обветшала и по этой причине местные власти приняли решение о её закрытии. В 1796 году Димитриевская церковь была разобрана, а из годного её материала пристроен к Покровской церкви придел во имя Святителя Димитрия Ростовского.

## История
Новый православный приход в городе Ростов-на-Дону был образован примерно в 2000 году. 4 октября 2000 года Ростовский архиепископ Пантелеимон (в миру — Долганов) заложил первый камень в основании будущего храма, посвящённому Димитрию Ростовскому. Храм возводился в течение примерно восьми лет. В июле 2001 года при строящемся храме был основан временный приход.
17 сентября 2004 года архиепископ Пантелеимон снова посетил место строящейся церкви и провёл обряд освящения её куполов и крестов. Вскоре после этого храм был достроен и начал свою работу, хотя мелкие строительные и декорационные работы продолжались вплоть до 2008 года. В том же 2004 году при храме была открыта церковно-приходская школа.
Также при церкви Димитрия Ростовского работает благотворительная столовая. Руководство храма проводит активное сотрудничество с Ростовским областным музеем краеведения, а также с местными средствами массовой информации.

## Настоятели
- Александр Пятницкий